# Гіллемс
Гіллемс (англ. Gillams) — містечко в Канаді, у провінції Ньюфаундленд і Лабрадор.

## Населення
За даними перепису 2016 року, містечко нараховувало 410 осіб, показавши зростання на 0,7%, порівняно з 2011-м роком. Середня густина населення становила 61,2 осіб/км².
З офіційних мов обидвома одночасно володіли 15 жителів, тільки англійською — 395.
Працездатне населення становило 54,5% усього населення, рівень безробіття — 16,7% (23,5% серед чоловіків та 15,4% серед жінок). 100% осіб були найманими працівниками.

## Клімат
Середня річна температура становить 3,5°C, середня максимальна – 19,3°C, а середня мінімальна – -13,3°C. Середня річна кількість опадів – 1 320 мм.
| Клімат поселення                              | Клімат поселення | Клімат поселення | Клімат поселення | Клімат поселення | Клімат поселення | Клімат поселення | Клімат поселення | Клімат поселення | Клімат поселення | Клімат поселення | Клімат поселення | Клімат поселення | Клімат поселення |
| Показник                                      | Січ.             | Лют.             | Бер.             | Квіт.            | Трав.            | Черв.            | Лип.             | Серп.            | Вер.             | Жовт.            | Лист.            | Груд.            |                  |
| Середній максимум, °C                         | −2,34            | −3,3             | 0,46             | 5,77             | 10,55            | 15,59            | 18,80            | 19,32            | 14,36            | 9,04             | 4,18             | −1,24            |                  |
| Середня температура, °C                       | −7,33            | −8,28            | −4,52            | 0,77             | 5,54             | 10,59            | 15,56            | 16,11            | 11,14            | 5,80             | 0,96             | −4,49            |                  |
| Середній мінімум, °C                          | −12,33           | −13,28           | −9,53            | −4,21            | 0,55             | 5,60             | 12,34            | 12,88            | 7,90             | 2,57             | −2,26            | −7,71            |                  |
| Норма опадів, мм                              | 143              | 99               | 80               | 68               | 82               | 99               | 100              | 118              | 124              | 130              | 134              | 143              |                  |
| Середньомісячна швидкість вітру, м/с          | 5.06             | 4.79             | 4.85             | 4.66             | 4.25             | 4.06             | 3.73             | 3.85             | 4.20             | 4.40             | 4.66             | 4.88             |                  |
| Середньомісячна сонячна радіація, кДж/м²·день | 3559             | 6508             | 10855            | 14517            | 17770            | 19365            | 18647            | 15868            | 11627            | 6957             | 3749             | 2671             |                  |
| --------------------------------------------- | ---------------- | ---------------- | ---------------- | ---------------- | ---------------- | ---------------- | ---------------- | ---------------- | ---------------- | ---------------- | ---------------- | ---------------- | ---------------- |
| Джерело:                                      |                  |                  |                  |                  |                  |                  |                  |                  |                  |                  |                  |                  |                  |